# John L. Murray (Politiker)
John L. Murray (* 25. Januar 1806 in Pennsylvania; † 31. Januar 1842 in Wadesboro, Kentucky) war ein US-amerikanischer Politiker. Zwischen 1837 und 1839 vertrat er den Bundesstaat Kentucky im US-Repräsentantenhaus.

## Werdegang
Der genaue Geburtsort von John Murray ist nicht bekannt. Auch über seine Jugend in Pennsylvania gibt es keine Angaben. Sicher ist, dass er Jura studierte und als Rechtsanwalt zugelassen wurde. Später zog Murray nach Kentucky, wo er verschiedene lokale Ämter bekleidete. Er wurde Mitglied der Demokratischen Partei und war zwischen 1830 und 1835 Abgeordneter im Repräsentantenhaus von Kentucky.
Bei den Kongresswahlen des Jahres 1836 wurde Murray im ersten Wahlbezirk von Kentucky in das US-Repräsentantenhaus in Washington, D.C. gewählt, wo er am 4. März 1837 die Nachfolge von Linn Boyd antrat. Bis zum 3. März 1839 konnte er eine Legislaturperiode im Kongress absolvieren. Nach seinem Ausscheiden aus dem Kongress hat Murray kein weiteres höheres Amt mehr ausgeübt. Er starb am 31. Januar 1842 in Wadesboro.
Nach ihm ist die Stadt Murray im Calloway County in Kentucky benannt.